# Cara Cunningham
Cara Cunningham (tên trước đây là Chris Crocker; sinh ngày 7 tháng 12 năm 1987) là một blogger, nhạc sĩ thu âm người Mỹ. Cô từng là một diễn viên phim khiêu dâm. Cunningham nổi tiếng vào tháng 9/2007 sau khi đăng video có tựa đề "Leave Britney Alone!" (tạm dịch: Để Britney yên!) lên mạng với nội dung bảo vệ danh dự ca sĩ Britney Spears. Đoạn video nhận được 4 triệu lượt xem sau hai ngày đăng tải.

## Tiểu sử
Cunningham sinh ra tại East Tennessee, là con của một cặp thiếu niên (tuổi teen). Cô được ông bà nuôi dạy và học tại nhà sau khi gặp phải nhiều "lời đe dọa bắt nạt về cách ăn mặc, trang điểm" và có thể đã bị một giáo viên thể dục ở trường quấy rối.

## Sự nghiệp

### Phim khiêu dâm
Tháng 7 năm 2011, nhiều nguồn tin cho biết Cunningham đã ký hợp đồng với đạo diễn Chi Chi LaRue để tham gia trong các phim khiêu dâm. Cô đóng phim đầu tiên vào tháng 10 năm 2012 (hãng Maverick Men). Năm 2014, Cunningham tham gia trong phim cùng tên Chris Crocker's Raw Love của hãng Lucas Entertainment, cô đóng chung với Justin Dean - bạn trai sau này của cô.